# Grande Prêmio Hydraulika Mikolasek
O Grande Prêmio Hydraulika Mikolasek (oficialmente: Grand Prix Hydraulika Mikolasek) foi uma corrida ciclista que se disputava na Eslováquia, no final do mês de maio.
Começou-se a disputar em 2005 integrada no UCI Europe Tour, dentro da categoria 1.2 (última categoria do profissionalismo). A sua última edição foi a de 2010.
Corria-se sobre uma distância de 165 km.

## Palmarés
| Ano  | Vencedor        | Segundo               | Terceiro        |
| ---- | --------------- | --------------------- | --------------- |
| 2005 | Andrey Mizourov | Aleksandr Dyachenko   | Andrej Omulec   |
| 2006 | Jure Goločer    | Radosław Romanik      | Radoslav Rogina |
| 2007 | Marcin Sapa     | Grzegorz Zoledziowski | Kristjan Fajt   |
| 2008 | Péter Kusztor   | Davide D'Angelo       | Dominik Nerz    |
| 2009 | anulada         |                       |                 |
| 2010 | Alois Kaňkovský | Petr Benčík           | Pavol Polievka  |

## Palmarés por países
| País        | Vitórias |
| ----------- | -------- |
| Cazaquistão | 1        |
| Hungria     | 1        |
| Polónia     | 1        |
| Eslovênia   | 1        |
| Chéquia     | 1        |